# Jakub Baltazarowicz
Jakub Baltazarowicz (ur. 1640, zm. 5 maja 1687 w Krakowie) – rektor Uniwersytetu Jagiellońskiego w latach 1683–1684.

## Życiorys
Urodził się w 1640 roku. W 1683 roku objął funkcję rektora Uniwersytetu Jagiellońskiego. Funkcję tę przestał pełnić w 1684 roku.
Zmarł 5 maja 1687 w Krakowie. Został pochowany na terenie Kościoła św. Anny w Krakowie.